# نيكولاس رايت (ممثل)
نيكولاس رايت هو كاتب سيناريو ومخرج وممثل كندي، ولد في 23 مارس 1982 في كندا.

## أعمال

### أفلام
- (2005) أفضل لعبة لعبت على الإطلاق
- (2013) البيت الأبيض سقط[4]
- (2016)  عودة[5][6]

## وصلات خارجية
- نيكولاس رايت على موقع IMDb (الإنجليزية)
- نيكولاس رايت على موقع ألو سيني (الفرنسية)
- نيكولاس رايت على موقع أول موفي (الإنجليزية)
- نيكولاس رايت على موقع قاعدة بيانات الأفلام السويدية (السويدية)
- نيكولاس رايت على موقع قاعدة بيانات الفيلم (الإنجليزية)
- نيكولاس رايت على موقع كينوبويسك (الروسية)